# CIÉ Nr. CC1
Die Nr. CC1 der Córas Iompair Éireann (CIÉ), auch als Turf Burner bekannt, war eine irische Dampflokomotive aus dem Jahre 1957, die mit Torf befeuert war. Sie wurde nach dem Entwurf von Oliver Bulleid bei den Inchicore Railway Works in Dublin gebaut.

## Geschichte
Torf ist wegen des geringen Heizwerts kein besonders gut geeigneter Brennstoff für eine Lokomotive. Versuche zeigten, dass 100 t Torf etwa 43 bis 47 t Steinkohle entsprechen. In Irland lohnte es sich trotzdem, Torf als Brennstoff auszuprobieren, weil es im Vergleich zur importierten walisischen Kohle nur etwa ein Drittel kostete und von Importen unabhängig machte.
Im Zweiten Weltkrieg konnten die damaligen Great Southern Railways (GSR) ihre Vorräte an walisischer Kohle nicht mehr ergänzen. Die Lage wurde ab 1942 immer kritischer, so dass die Züge gekürzt werden mussten. Es wurde versucht, die Lokomotiven mit torfvermengtem feinem Anthrazit zu befeuern. Dieser Brennstoff neigte aber dazu, zu einer festen klinkerartigen Masse zusammen zu backen, was zu vielen Ausfällen von Lokomotiven führte. Die Situation spitzte sich im schneereichen kalten Winter 1946/48 weiter zu, weil der Import von Britischer Kohle eingeschränkt wurde. Dies führte dazu, dass die Regierung den ehemaligen GWR-Generaldirektor beauftragte, die Verkehrsinfrastruktur in Irland zu überprüfen und dabei Oliver Bulleid als einer der drei Sachverständigen mitbrachte.
Bulleid hinterließ bei den Führungskräften der erst 1945 gegründeten CIÉ einen guten Eindruck, so dass er nach seiner Karriere bei der Southern Railway (SR) die Aufgabe des Oberingenieurs der Zugförderung bei der CIÉ annahm. Die Bahn hatte bereits beschlossen von Kohle auf Diesel als Brennstoff umzustellen, wusste aber noch nicht, wie sie das erreichen wollte. Bulleid hinterfragte das Vorgehen, weil er sich nicht sicher war, ob die Eisenbahn sich die teuren Diesellokomotiven und die hohen Treibstoffkosten leisten kann. Die von ihm bei der SR entwickelte Leader-Klasse im Hinterkopf, bat er um Erlaubnis eine neue Dampflokomotive zu entwickeln, die ausschließlich mit dem einheimischen Treibstoff Torf betrieben kann.
Bulleid erkannte, dass bei Verwendung von Torf ohne Beimischung von Kohle noch einiges an Forschung zur Optimierung des Verbrennungsprozesses nötig war. Es wurde deshalb eine alte 1’C-Lokomotive der Great Southern and Western Railway (GS&WR), der Vorgängergesellschaft von der CIÉ. Die Lokomotive der K3-Klasse mit der Nummer 356 wurde als fahrender Prüfstand hergerichtet, wo Versuche mit dem Torfbunker, der Franco-Crosti-Speisewasservorwärmung und forcierter Luftzufuhr für die Feuerung gemacht wurden. Beim Bau der Torflokomotive in den Inchicore Railway Works wurden die Erfahrungen von der Leader-Klasse berücksichtigt. Sie sollte mit 1000 PS ungefähr die gleiche Leistung haben wie die neuen Diesellokomotiven.
Die als CC1 bezeichnete Lokomotive wurde 1957 fertig gestellt und legte während Versuchen ungefähr 3500 km zurück. Wegen zahlreicher kleinerer Probleme wurde die Turf Burner nur vor leichten Güterzügen zwischen Kingsbridge und North Wall in Dublin eingesetzt. Das Projekt wurde beendet als Bulleid 1958 in Rente ging. Die Torflokomotive wurde danach noch an verschiedenen Veranstaltungen gezeigt, aber nie mehr angeheizt. Nachdem sie mehrere Jahre herumstand wurde sie 1963 offiziell ausrangiert und 1965 zerlegt. Der Kessel wurde für eine spätere stationäre Verwendung aufgehoben. Der Rahmen lag jahrelang noch in einem Gebüsch bei Inchicore.

## Technik
Die Lokomotive bestand aus einem kastenförmigen Aufbau auf zwei dreiachsigen Drehgestellen. Hinter der Verkleidung des Aufbaus verbargen sich die komplexen Komponenten der Torfverbrennungsanlage, die neben dem Kessel auch aufwändige Gebläse für die Verbrennungsluftzufuhr und Vorwärmern umfasste. Auf dem geschweißten Rahmen war in der Mitte der Kessel angeordnet, an einem Ende war der Wassertank angeordnet, am anderen der Torfbunker. Die Lokomotive hatte zwei Führerstände, die hinter den Vorräten gegen die Mitte angeordnet waren. 
Die Drehgestelle mit Boxpok-Rädern waren im Vergleich zu denjenigen der Leader-Klasse viel leichter gebaut. Sie hatten ebenfalls die von der Leader bekannten außenliegenden Antriebsketten zur Kraftübertragung zwischen den Radsätzen, aber ohne Ölbad. In jedem Drehgestell war eine Zweizylinder-Dampfmaschine mit Kolbenschiebern angeordnet, die über eine Heusingersteuerung angetrieben wurden. Auf die störungsanfälligen Hülsenventile der Leader wurde somit verzichtet.
Zwei mechanische Rostbeschicker versorgten die Feuerbüchse mit dem Brennstoff Torf. 
Der Aufbau der Turf Burner war graublau lackiert, die Triebdrehgestelle schwarz, die Pufferbohlen rot.